# Ten Sleep
Ten Sleep – miasto w Stanach Zjednoczonych, w stanie Wyoming, w hrabstwie Washakie.